# Otto Jahn
Otto Jahn (født 16. juni 1813 i Kiel, død 9. september 1869 i Göttingen) var en tysk klassisk filolog og arkæolog.
I sin ungdom tænkte Jahn, der var opvokset i et musikalsk hjem, en tid på at følge sin interesse for musikken, og skønt hans studier senere lagde stærkt beslag på hans tid og arbejdskraft, vedblev han dog bestandig at tage levende del i samtidens musikalske liv. Efter at have studeret filologi i Leipzig, Berlin og Kiel tog han doktorgraden sidstnævnte sted 1836, opholdt sig derefter en vinter i København, hvor han stiftede bekendtskab med Christian VIII og opnåede et rejsestipendium; under et følgende ophold i Paris lagdes grunden til Jahns interesse for oldtidens kunst. I 1839 begyndte han at holde forelæsninger i Kiel, blev 1842 professor i Greifswald, 1847 i Leipzig, hvor han 1851 fik sin afsked på grund af deltagelse i de politiske bevægelser 1848—1849. I de nærmest følgende år havde Jahn intet embede, opholdt sig en tid i Wien, hvor han foretog studier til en biografi af Mozart, og i München, hvor han på regeringens opfordring katalogiserede den store vasesamling; dette arbejde (1854) forsynede han med en udførlig indledning, der længe var den vigtigste sammenfattende behandling af de græske vaser. I 1855 blev Jahn professor i Bonn, hvor han virkede resten af sit liv, stærkt optagen og levende interesseret af sin lærergerning. I sine sidste år led han meget af en brystsygdom, sin sidste tid tilbragte han hos slægtninge i Göttingen.
Af Jahns filologiske arbejder er de betydeligste hans udgaver af de romerske satirikere Persius og Juvenalis, af Florus og Censorinus; en række udgaver af andre oldtidsværker var nærmest bestemte til skole- og forelæsningsbrug. Som arkæolog har Jahn (bortset fra den ovennævnte afhandling om de græske vaser) ikke ydet noget større, sammenfattende arbejde, men derimod en række værdifulde enkeltundersøgelser, især om den gamle kunsts fremstilling af myter og sagn. Hans arbejder på dette område udmærker sig ved grundighed og ædruelighed og har for største delen bevaret deres værd. Flere af dem udgav han samlede under titelen Archäologische Aufsätze (1845) og Archäologische Beiträge (1847); af senere arbejder skal nævnes Die Ficoronische Cista (1852), Über den Aberglauben des bösen Blicks (1855), Die Lauersforter Phalerae (1860), Darstellungen griechischer Dichter auf Vasenbildern (1861), Griechische Bilderchroniken (udgivet efter hans død, 1873). Desuden har Jahn skrevet biografier af flere tyske lærde og digtere (Gottfried Hermann, Ludwig Richter, Ludwig Uhland, Ludwig Ross, Eduard Gerhard), udgivne i Biographische Aufsätze (1866).
Jahns store ry som musikforfatter er grundet på hans førnævnte biografi af Mozart (4 bind, 1856—59; 2. forkortede udgave i 2 bind 1867, 5. udgaves 1. bind ved Hermann Abert 1919). Dette værk har ikke blot værdi på grund af den klare og kundskabsfyldte fremstilling, der, endog i højere grad end det ventes af et monografisk arbejde, behandler forskellige musikalske fænomeners og formers historiske udvikling, og som giver et levende og sympatetisk billede af Mozarts kunst og personlighed; men det er for så vidt grundlæggende, som det på musikhistoriens område indfører en hidtil lidet kendt filologisk-kritisk arbejdsmetode, der har haft betydning for senere forskere som Chrysander, Spitta, Thayer, Pohl og flere. Oprindelig var det Jahns plan at skrive en Beethovenbiografi; hans forarbejder hertil svulmede imidlertid således op, at han deraf fik rigelig stof til sit værk om Mozart. At dette i enkeltheder efter senere forskning (Riemann, Wyzewa og Saint-Foix) ikke mere er ganske tidssvarende, forringer ikke dets almindelige værdi og betydning. På grundlag af Jahns efterladte materiale udarbejdede senere Thayer Beethovens biografi og Pohl Haydns; intet af disse værker nåede dog at blive fuldført. Jahns Aufsätze über Musik (1866) indeholder dels værdifulde musikhistoriske afhandlinger, dels kritik af den nyromantiske retning (Wagner og Berlioz). Endelig har Jahn udgivet en del sange og korstykker og et kritisk klaverudtog af Beethovens Fidelio.